# Вудкок, Уилф
Уи́лфред Ву́дкок (англ. Wilfred Woodcock; 15 февраля 1892, Дройлсден, Ланкашир — октябрь 1966, там же), более известный как Уи́лф Ву́дкок (англ. Wilf Woodcock) — английский футболист, выступавший на позиции правого нападающего-инсайда.

## Футбольная карьера
Начал профессиональную карьеру в клубе «Стейлибридж Селтик». В мае 1912 года перешёл в «Манчестер Юнайтед». Дебютировал в основном составе 1 ноября 1913 года в матче Первого дивизиона против «Ливерпуля», в котором «Юнайтед» разгромил мерсисайдцев со счётом 3:0. Уже в следующей игре забил свой первый гол за клуб, однако это не спасло «Юнайтед» от поражения от «Астон Виллы» со счётом 1:3. Отыграл за клуб в сезонах 1913/14 и 1914/15, после чего официальные соревнования были прекращены из-за войны. Продолжал выступать за клуб в военных лигах, проводя неофициальные матчи. После возобновления официальных соревнований провёл в клубе ещё один сезон 1919/20, сыграв в 30 матчах и забив 12 голов. В общей сложности провёл за «Манчестер Юнайтед» 61 официальный матч и забил 21 гол.
В мае 1920 года Уилф был продан за 1000 фунтов в соседний клуб «Манчестер Сити». Дебютировал за «Сити» 28 августа 1920 года в игре против «Ливерпуля». Провёл в команде два сезона, сыграв 15 матчей и забив 2 гола.
Впоследствии играл за «Стокпорт Каунти», «Уиган Боро» и «Сандбач Рамблерс».